# José Bru Jardí
José Bru Jardí (Tivisa, 21 de febrero de 1893 - Barcelona, 6 de abril de 1983) fue un periodista y político español, de ideología carlista. 

## Biografía
Nació en la localidad tarraconense de Tivisa en 1893. Colaboró en varios periódicos tradicionalistas, siendo secretario de redacción de La Trinchera (1912-1915), redactor y director de El Correo de Lérida (1915-17), redactor de El Correo Catalán (1917-1927), redactor jefe de La Trinchera (1920) y director de La Protesta (1922).
En noviembre de 1917 Bru participó en el Congreso de Jóvenes tradicionalistas catalanes en el Círculo Tradicionalista de Barcelona junto con Vicente Carbó, Juan Bautista Roca, Ángel Marqués, Pedro Roma, Bernardino Ramonell y Francisco Aizcorbe. Este congreso, organizado con el propósito de reorganizar el tradicionalismo catalán y revisar su programa, fue criticado por los periódicos afectos a Vázquez de Mella como El Norte de Gerona, que acusó al congreso de hacer manejos para favorecer la alianza con la Liga Regionalista y romper la unidad del partido, un año antes de que fueran los dirigentes mellistas quienes finalmente se separasen.
Fue miembro de la Confederación Regional de Cataluña de los Sindicatos Libres y vicepresidente del Sindicato Profesional de Periodistas de Barcelona. En noviembre de 1927 presidió en Madrid el III Congreso de la Confederación de Sindicatos Libres en el salón de actos de la sociedad mercantil «La Única».
Afiliado a la Unión Patriótica, fue redactor jefe en Barcelona del periódico primorriverista La Razón. En 1928 el gobierno de la Dictadura lo nombró asambleísta como representante de Actividades de la Vida Nacional y fue vicepresidente del Sindicato Profesional de Periodistas de Barcelona.
Tras proclamarse la Segunda República, en 1931, volvió a militar en el carlismo. En los primeros tiempos de la República fue director del diario barcelonés La Razón. En 1932 adquirió El Correo de Tortosa, del que fue director hasta 1936. En 1934 desempeñó la jefatura provincial tradicionalista de Tarragona, en sustitución de Tomás Caylá. Antes de estallar la guerra civil era jefe provincial de la Comunión Tradicionalista en Barcelona.
Participó en el levantamiento del 18 de julio contra la República y formó parte de la comisión carlista de asuntos para Cataluña. Con ayuda de su hermano, Lluis Bru Jardí, que era diputado de la Esquerra en el Parlamento catalán, logró huir a la zona sublevada, y tomó parte en la patrocinadora que constituyó en Pamplona el Tercio de Requetés Nuestra Señora de Montserrat. Fue uno de los ocho catalanes que actuaron como testigos contra Manuel Carrasco Formiguera en el consejo de guerra que se le hizo en Burgos en 1938, aunque más tarde manifestó en privado que su ejecución había sido un «terrible error político».
Después de la guerra fue el primer socio fundador de la Asociación de la Prensa Diaria de Barcelona y jefe de redacción del Diario de Barcelona hasta su jubilación en 1961. Dentro del carlismo fue, junto con Pedro Roma, Ramón Gassió y otros, uno de los principales representantes en Cataluña del grupo carlooctavista, que defendía los derechos de Carlos Pío de Habsburgo-Borbón a la corona de España.
Como funcionario municipal, fue subdirector-jefe del negociado de Estadística Administrativa y subdirector del Instituto Municipal de Estadística. Recibió la Medalla de Plata de la Ciudad de Barcelona y fue comendador de la Orden de Isabel la Católica. Al morir, su familia recibió las condolencias del presidente de la Generalitat Jordi Pujol, el alcalde de Barcelona Pasqual Maragall y el presidente de la Asociación de la Prensa de Barcelona Roger Jiménez.